# Sikhanyiso Dlamini
HKH Prinsesse Sikhanyiso Dlamini af Swaziland (1. september 1987) er den ældste datter af kong Mswati 3. af Swaziland. Hun er én af hans 24 børn, og hendes mor er én af Mswatis 14 koner, Inkhosikati LaMbikiza Sibonelo MngomeZulu.
Prinsesse Sikhanyiso har fået sin uddannelse i Storbritannien ved privatskolen St Edmund's College i Hertfordshire, hvor hun var i Challoner House. Hun fortsatte at studere drama ved Biola University i Californien. Hun er Inkhosikati LaMbikizas førstefødte og har mere end 200 beslægtede onkler og tanter via hendes bedstefar kong Sobhuza 2., som havde 70 hustruer og 201 børn. Hun er også én af hans 1.000 børnebørn i Dlamini-slægten.